# Josep Massó i Ventós

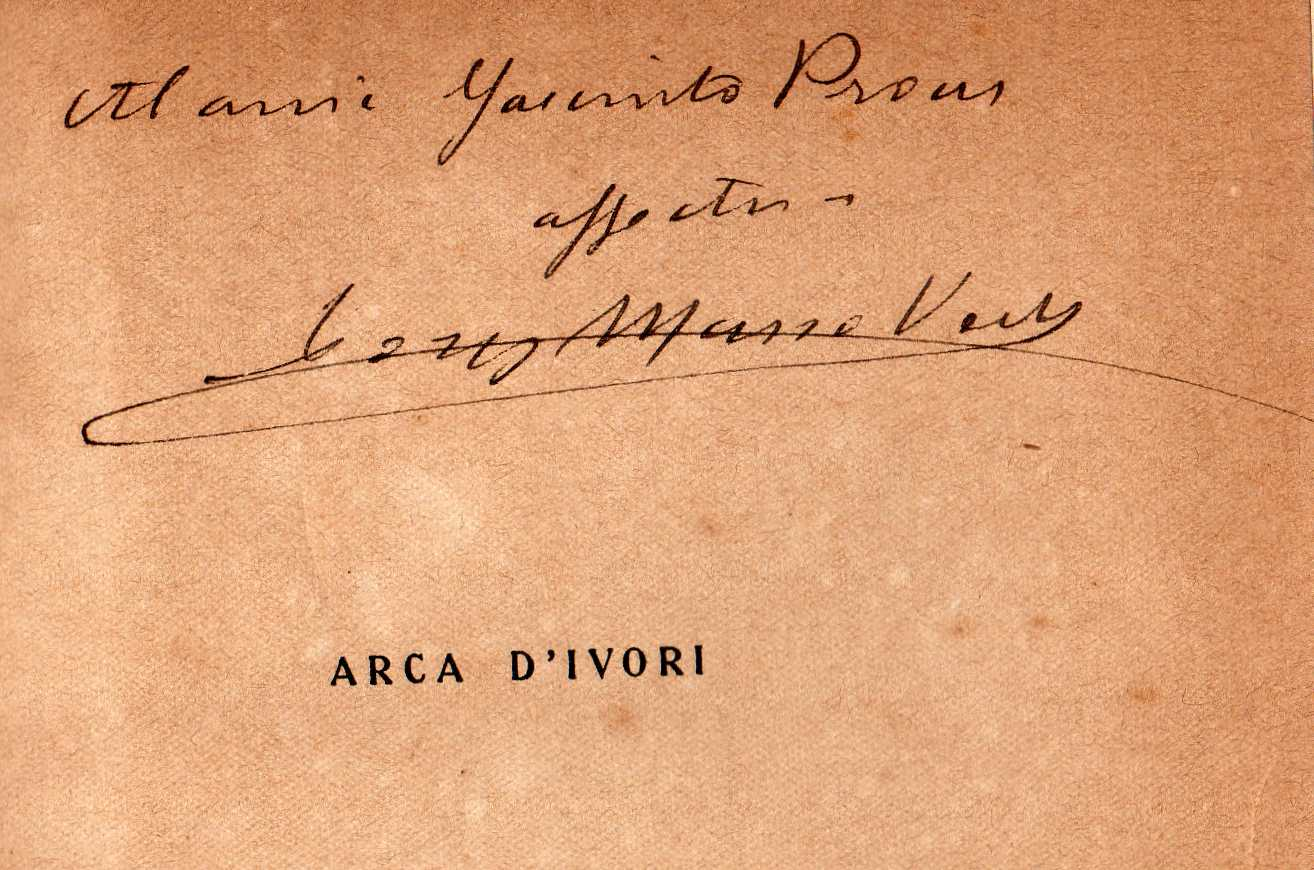
Autògraf i dedicatòria del poeta al llibre Arca d'Ivori, 1912

Josep Massó i Ventós (Barcelona, 11 de març de 1891 - 25 d'octubre de 1931) fou un escriptor, crític literari i poeta d'arrel maragalliana.

## Biografia
Va néixer al carrer de Cucurulla de Barcelona, fill de Jaume Massó i Torrents i de Josepa Ventós i Cullell, ambdós naturals de Barcelona, casats en l'església de Nostra Senyora Betlem de Barcelona el 10 de maig de 1890. Josep Massó fou un escriptor d'obra variada, dedicà la part més important i reeixida de la seva producció a la literatura infantil: dirigí la revista La Rondalla del Dijous, revista infantil editada per L'Avenç en la seva primera època, traduí algunes obres clàssiques del gènere (les rondalles d'Andersen i obres de Maeterlinck, entre d'altres) i publicà l'interessant La nau de veles d'or (1925), il·lustrat per Lola Anglada. També fou director de l'entitat "Teatre dels poetes" i redactor d'El Poble Català i La Vanguardia. Va fer una incursió en el cinema mut en 1917 dirigint la pel·lícula La verdad amb la productora catalana Mundial.
Era assidu de la tertúlia de L'Avenç, on introduí a Josep Maria de Sagarra pels volts de 1911. Un dels seus poemes del llibre L'hora tranquil·la, Càntir, va ser inclòs en l'Antologia de poetes catalans moderns d'Alexandre Plana. El 1925 intentà reprendre la Biblioteca Popular de L'Avenç amb el seu llibre La nau de veles d'or i amb els sis volums de Selecta de contistes catalans.
Fou nebot de l'escriptora Palmira Ventós, que signava amb el pseudònim Felip Palma.
Estiuejant de Torroella de Montgrí, arribà a fer-se bon amic de la vil·la. Rodà una pel·lícula el 1916 sobre aquest poble de l'Empordà.

## Obra literària

### Poesia
- 1910: Pòrtic
- 1912: Arca d'Ivori
- 1914: L'hora tranquil·la
- 1920: Totes les cordes

### Teatre
- 1916: Camins de vida
- 1916: Vella cançó
- 1919: La primera flor

### Rondalles
- 1925: La nau de veles d'or

### Assaig
- 1915: Mireia en la lírica catalana
- 1919: Com es confecciona un film
- 1921: Ideari de l'amic

### Obres presentades als Jocs Florals de Barcelona
- 1918: Estances a l'infermera (Premi de la Flor Natural)[5]
- 1919: La filla del Rei d'Hongria (1r accèssit a la Viola d'or i d'argent)[5]
- 1919: Pia. Fragment d'una novela[5]
- 1919: Ditirambi a la Raça llatina[5]
- 1919: Variacions sobre el Carnaval de Schumann[5]
- 1920: Ditirambi al primer areoplà que travessà l'Atlàntic[5]
- 1921: Corones Votives. Tres Elegies[5]
- 1921: Amaranta (1r accèssit a la Copa Artística)[5]
- 1921: El convit de les ombres[5]
- 1922: Passa l'heroïna dels ulls blaus[5]
- 1922: Els X sonets marins[5]
- 1922: Cinc històries de la mar[5]
- 1922: Balada de les set filles[5]
- 1922: Clara Dolça[5]
- 1922: Les ànimes nues[5]
- 1923: Adelfa[5]
- 1923: Pressentiment de Jesús[5]
- 1923: Uzziyadú, el rei leprós (2n accèssit a la Viola d'or i d'argent)[5]
- 1924: Balada a la filla del campaner[5]
- 1924: Presentiment. Poema bíblic[5]
- 1924: La redempció de l'ànima[5]
- 1924: Passa l'heroïna dels ulls blaus[5]
- 1926: Ora marina[5]

### Traduccions al català
- Andersen, H. C.; Massó i Ventós, Josep (trad.). Contes. Primera sèrie.  Barcelona: L'Avenç, 1907 (BPA; 69).( llegiu-lo)
- Andersen, H. C.; Massó i Ventós, Josep (trad.). La dona d'aigua i altres contalles.  Barcelona: L'Avenç, 1911 (BPA; 115).( llegiu-lo)
- Maeterlinck, Maurice; Massó i Ventós, Josep (trad.). Les set princeses. Sor Beatriu.  Barcelona: L'Avenç, 1912 (BPA; 125).( llegiu-lo)
- Musset, Alfred de; Massó i Ventós, Josep (trad.). Les nits.  Barcelona: Editorial Catalana, 1920?.